# آیرارات
آیرارات (ارمنی: Արարատ) یکی از ۱۵ ایالت ارمنستان بزرگ بوده است. آرتاشات پایتخت آن و اوشاکان نیز مهمترین شهر این ایالت بوده است..
محدوده این ایالت از شرق تا کناره دریاچه سوان از غرب تا کوه آرارات امتداد داشته است.